# Zamek Leśna
Zamek Leśna – zamek w Sudetach Środkowych w południowej części Gór Stołowych w pobliżu wzniesienia Szczytnik w województwie dolnośląskim. Obiekt obecnie dostępny jest dla zwiedzających.

## Położenie
Zamek został wkomponowany w skały na krawędzi skalnej nad Szczytną, na Szczytniku (589 m n.p.m.), najwyższej kulminacji niewielkiego płaskiego stoliwa, stanowiącego południowo-wschodni skraj Gór Stołowych, i podciętego malowniczymi urwiskami skalnymi z Orlimi Skałkami od strony południowo-zachodniej. Przy zamku znajduje się punkt widokowy, skąd roztacza się panorama na Obniżenie Dusznickie, gdzie położona jest Szczytna. W pobliżu zamku znajduje się kamienna droga krzyżowa wyróżniająca się oryginalnymi płaskorzeźbami z piaskowca osadzonymi w naturalnych skałach.

## Historia
Data powstania zamku to lata 1831–1837, kiedy właściciel Szczytnej, major i hrabia Leopold von Hochberg wybudował swoją rezydencję niedaleko miejsca, w którym pod koniec XVIII w. Prusacy wybudowali Fort na Szczytniku, niewielki fort, częściowo rozebrany w 1807 roku. Zamek w obecnym kształcie stoi od niedawna. Zachodnia, najstarsza jego część zbudowana była w latach 30. XIX wieku. Niekiedy bezpodstawnie przypisuje się projekt obiektu wybitnemu pruskiemu architektowi Karolowi Fryderykowi Schinklowi. Budowla została wzniesiona jako rezydencja magnacka.
Po śmierci hrabiego w 1843 zamek stał się własnością jego siostry, która jednak szybko go sprzedała. Później posiadacze zmieniali się często, aż w 1860 kupili go bracia Rohrbachowie, właściciele huty szkła w Batorowie. Córka jednego z nich, Helena Klein wraz z mężem przeprowadziła remont, podczas którego dobudowano kaplicę.
Następnie właścicielami byli Misjonarze Świętej Rodziny. Rozbudowali oni zamek i kaplicę oraz rozpoczęli budowę Kalwarii, której nie dokończyli ze względu na wojnę. W latach 50. zamek został przejęty przez państwo i zamieniony w dom pomocy społecznej dla niepełnosprawnych intelektualnie mężczyzn. W 2006 orzeczeniem Komisji Majątkowej przy MSWiA oddano zamek Domowi Zakonnemu Misjonarzy Świętej Rodziny. Decyzja Komisji została zaskarżona przez powiat kłodzki na drodze postępowania sądowego. W styczniu 2020 nastąpiła likwidacja miejscowego domu pomocy społecznej, a obiekt udostępniono do zwiedzania.

## Architektura
Zamek, zbudowany na wzór średniowiecznego zamku obronnego, reprezentuje styl neogotycki. Jest to czworoboczna, trzykondygnacyjna budowla na planie prostokąta z czterema narożnymi wieżami. Jedna z wież ma kształt cylindra, pozostałe są czworoboczne. Zamek otacza sucha fosa oraz mur obronny, na którym w przeszłości stały armaty. We wnętrzu znajduje się sala rycerska oraz kaplica MB Królowej Pokoju z unikalnym zabytkiem, jakim są rury wykonane ze stopu spiżowego, pełniące rolę dzwonka. Chociaż zamek wiernie odzwierciedla budowlę o średniowiecznej architekturze, to jednak wybudowany został niedawno, bo w latach 30. XIX wieku. Po prawej stronie gotycko zwieńczonej kamiennej bramy znajduje się figura św. Jana Nepomocena z sentencją w j. łac. S. IOANNES NEPOMVCENE TVAS HIC DEGEM TES BENIGNVS PROTEGE SERVOS /Święty Janie Nepomucenie  niech twoja ręką łaskawie chroni twoje sługi mieszkające tutaj i chronostychem MDCCVVVVIII - 1723.

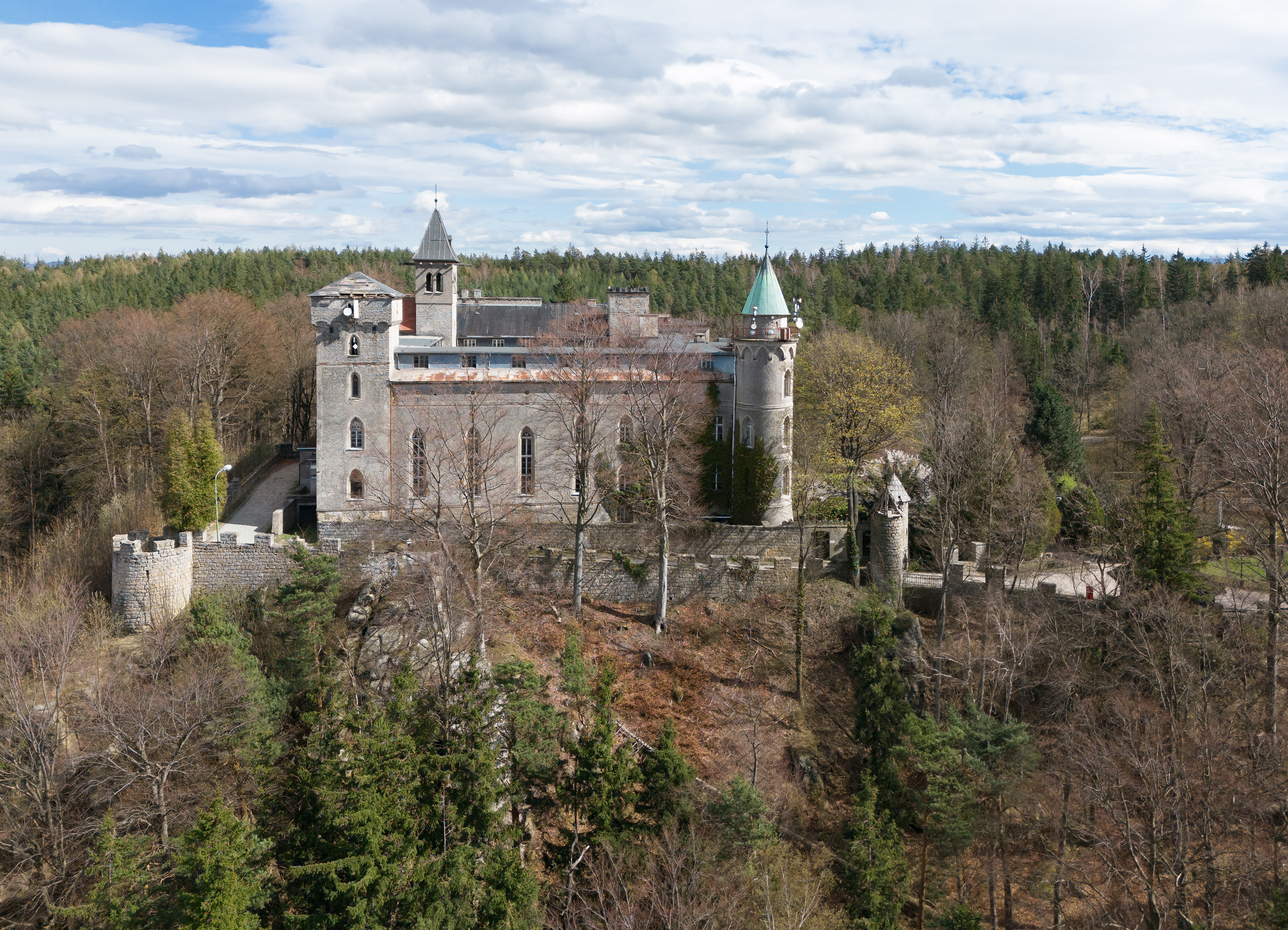
Zamek wiosną od północy
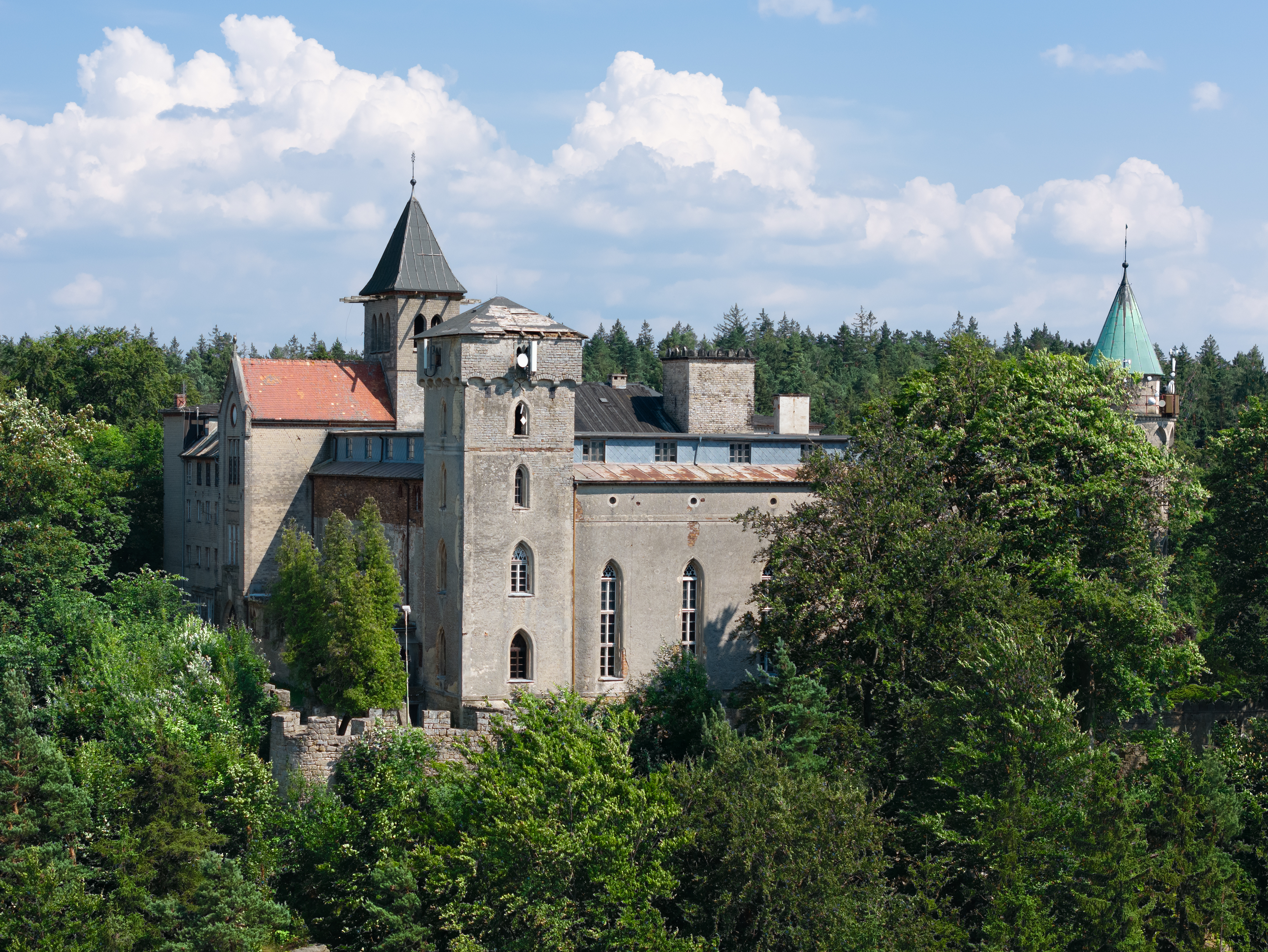
Zamek od północnego zachodu
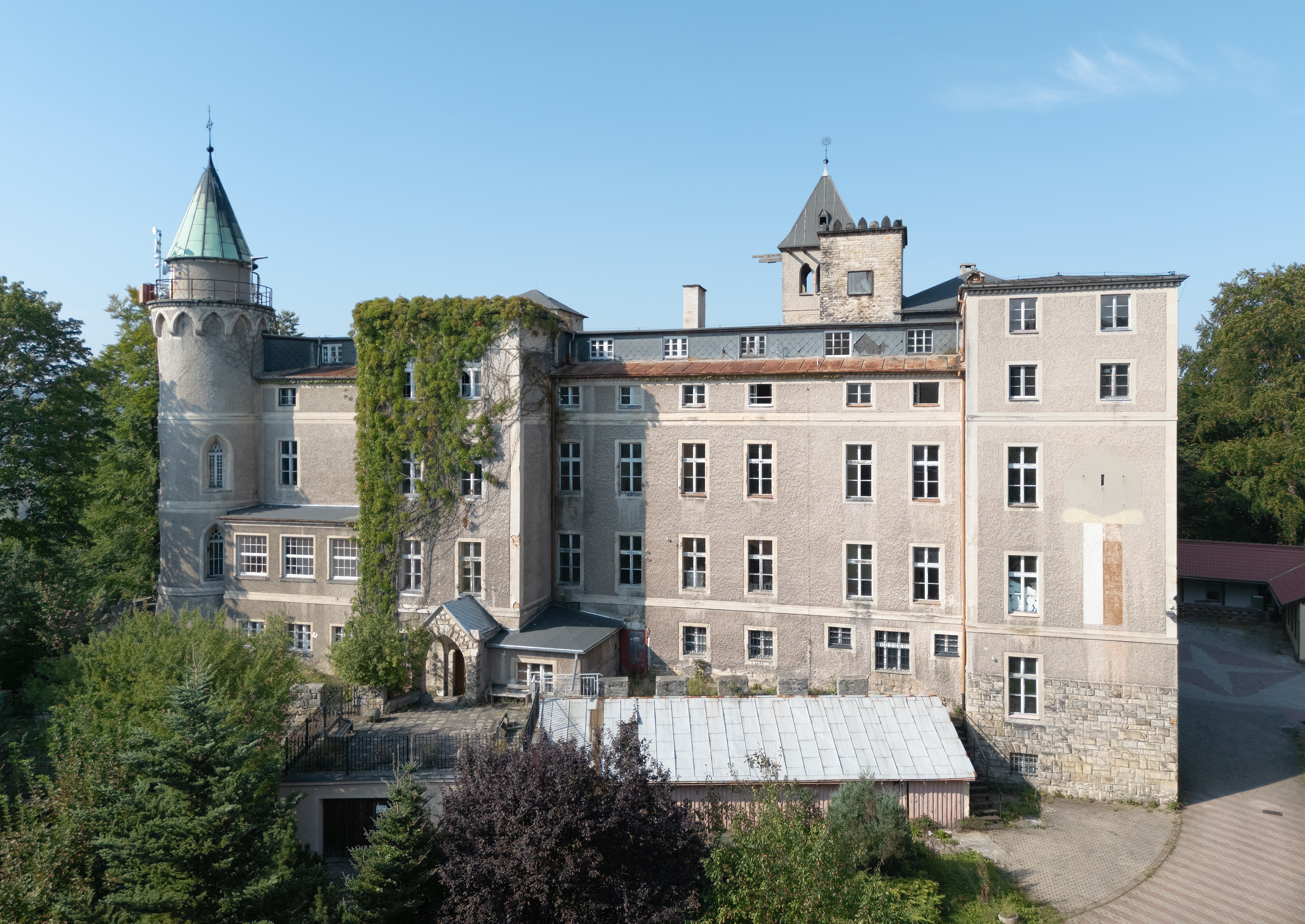
Zamek od południa
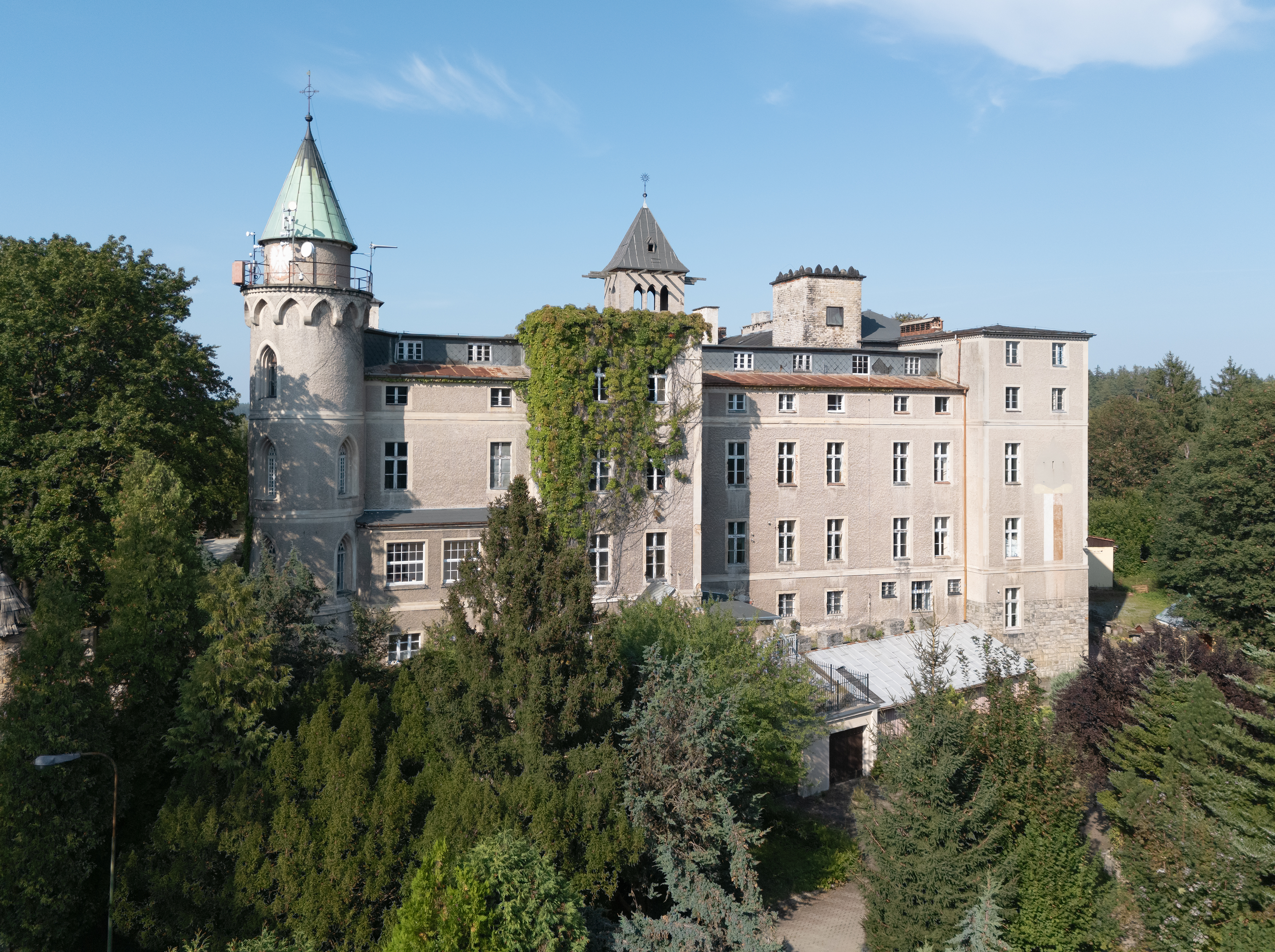
Zamek od południowego zachodu
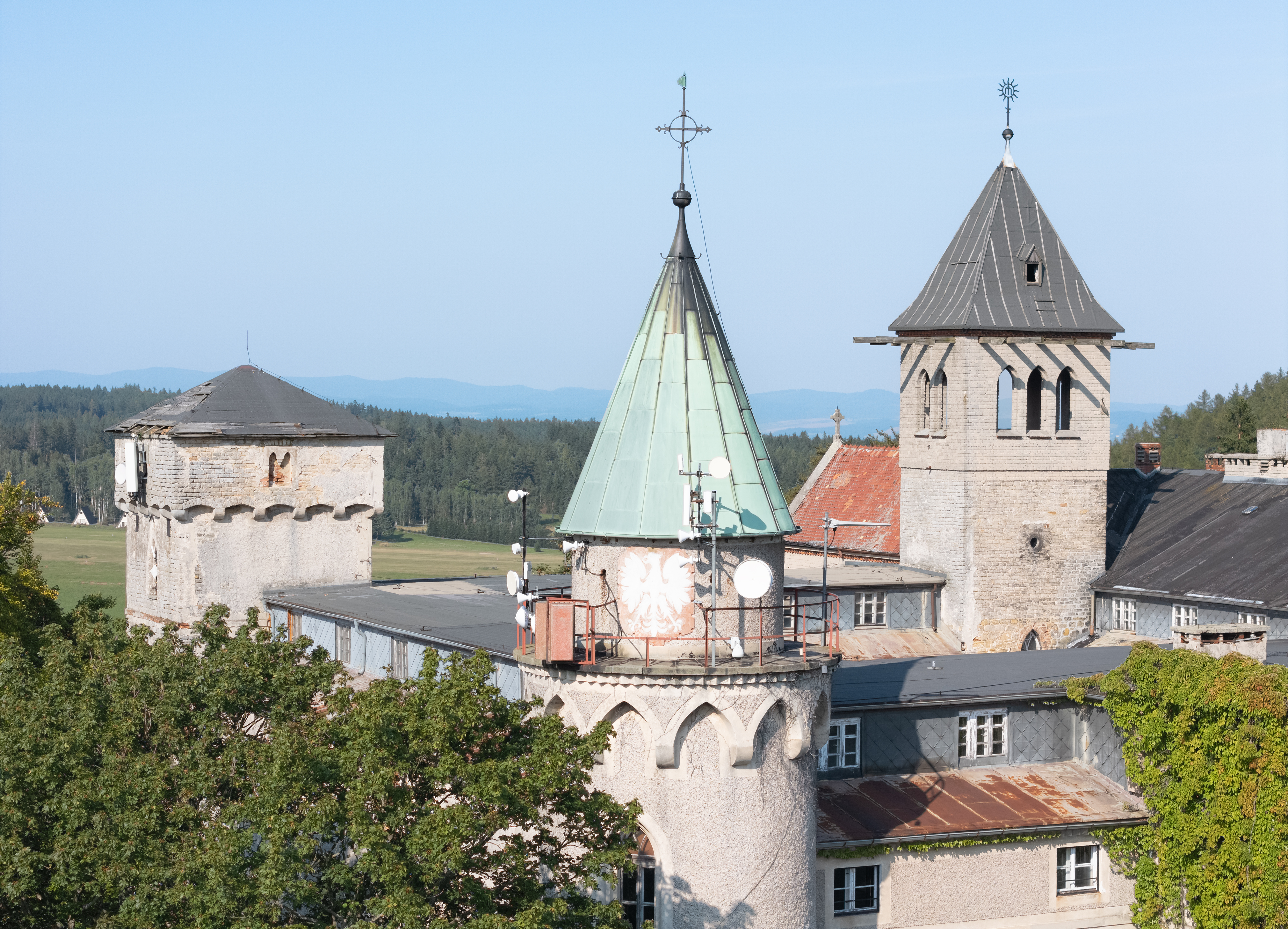
Wieże zamkowe
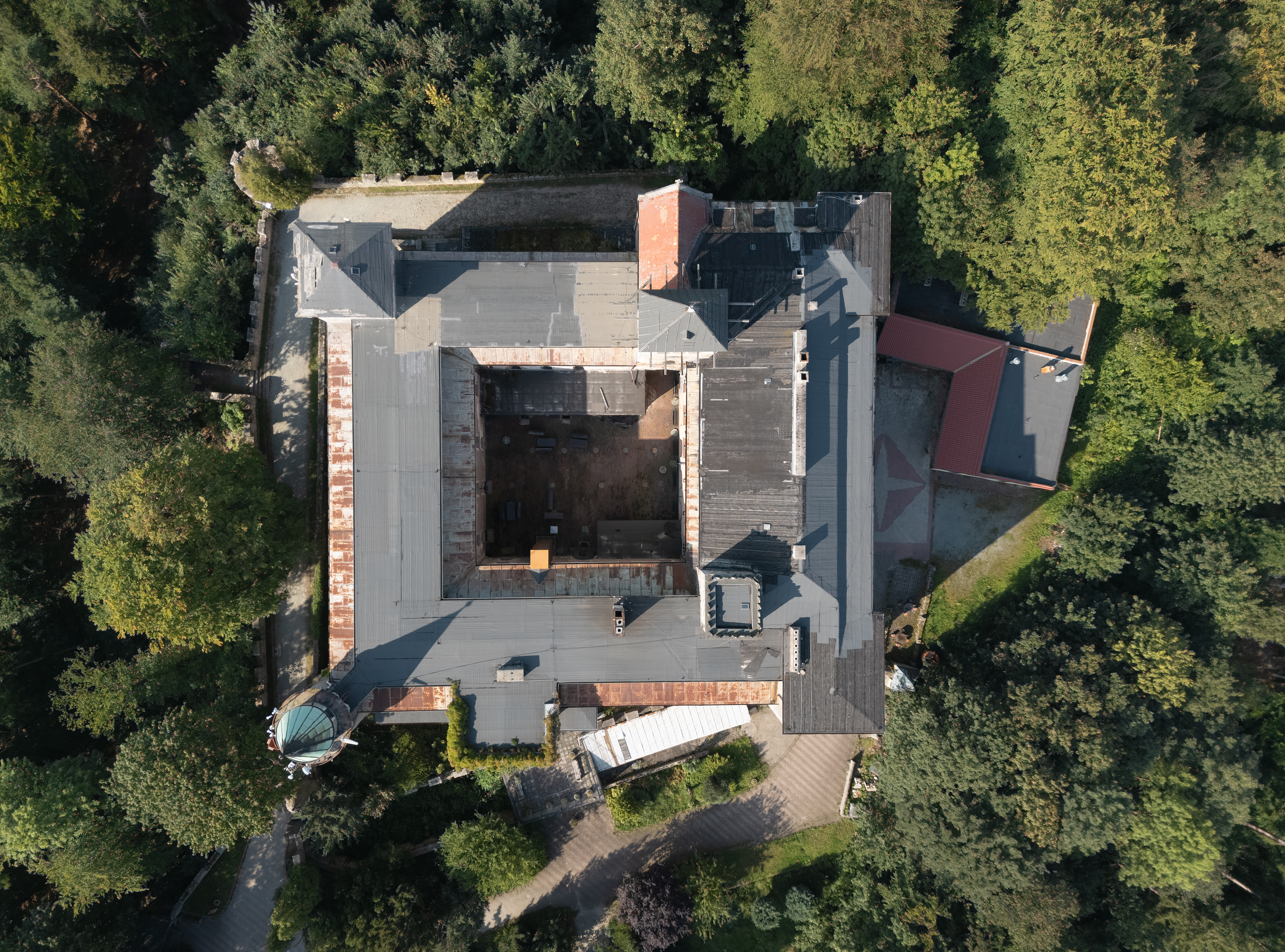
Widok z góry
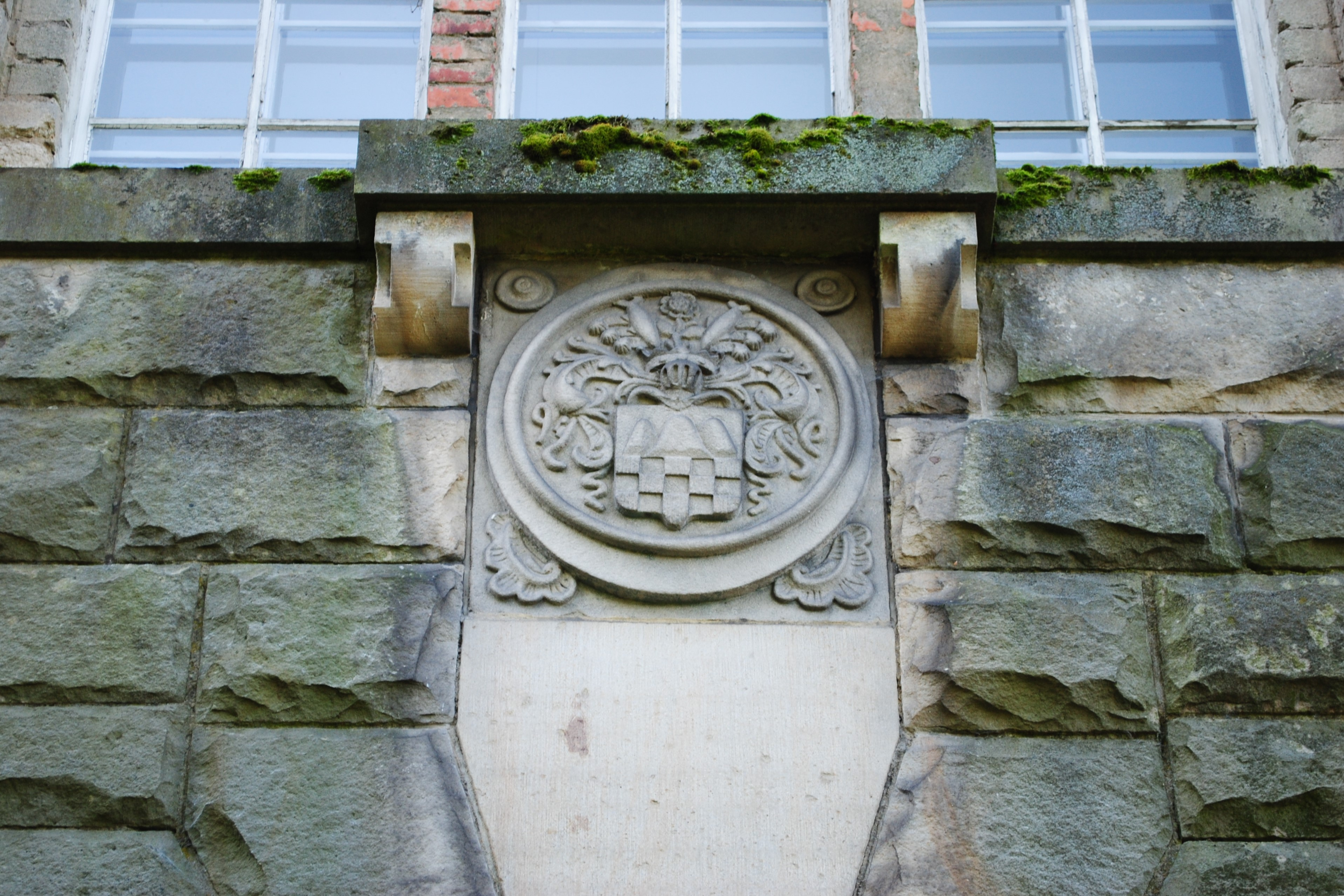
Herb Hochergów
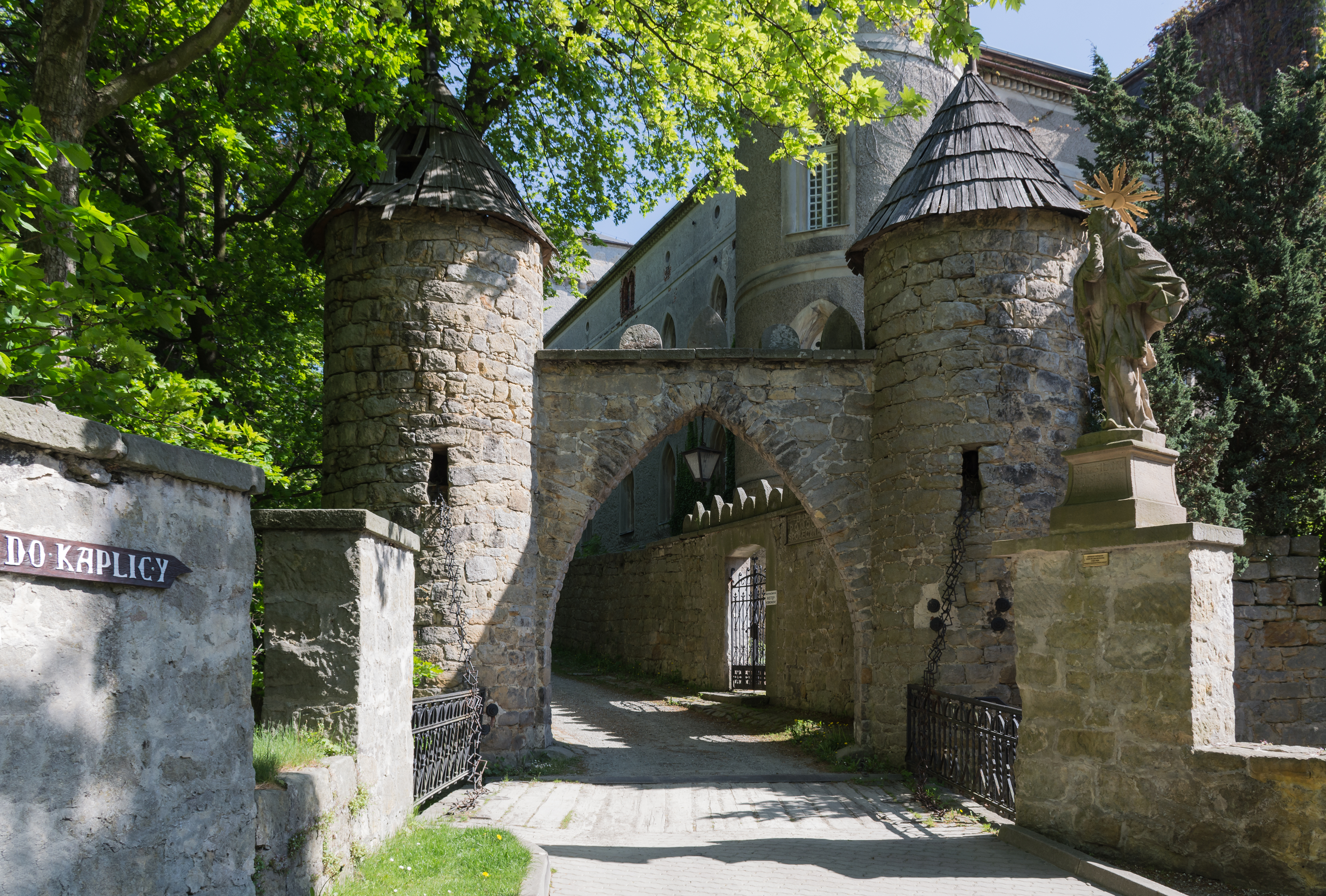
Brama wjazdowa
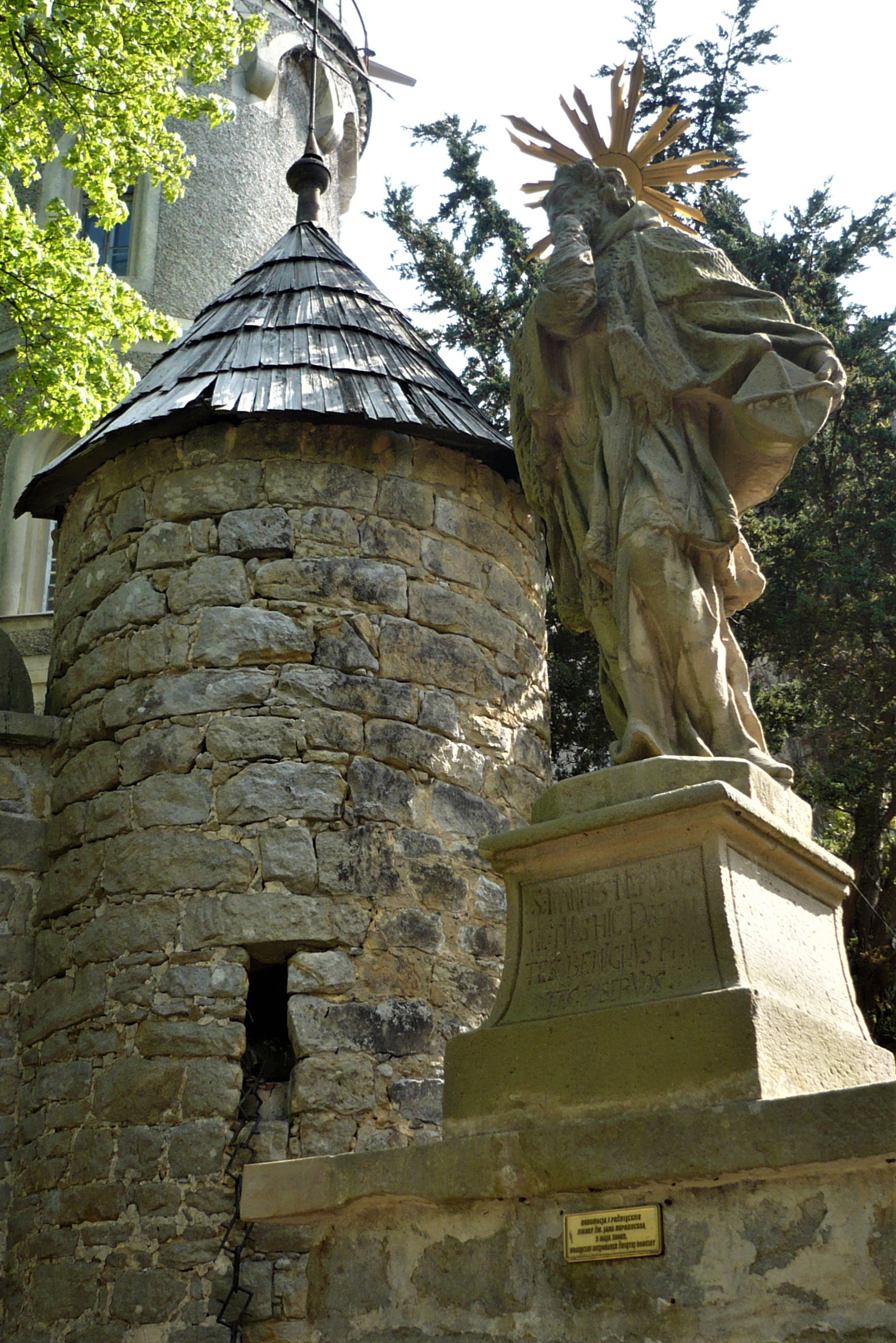
Nepomuk z sentencją

## Szlaki turystyczne
droga Szklary-Samborowice – Jagielno – Przeworno – Gromnik – Biały Kościół – Żelowice – Ostra Góra – Niemcza – Gilów – Piława Dolna – Góra Parkowa – Bielawa – Kalenica – Nowa Ruda – Przełęcz pod Krępcem – Sarny – Tłumaczów – Radków – Skalne Wrota – Pasterka – Przełęcz między Szczelińcami – Karłów – Lisia Przełęcz – Białe Skały – Skalne Grzyby – Batorówek – Batorów – Skała Józefa – Duszniki-Zdrój – Schronisko PTTK „Pod Muflonem” – Szczytna – Zamek Leśna – Polanica-Zdrój – Przełęcz Sokołowska – Łomnicka Równia – Huta – Bystrzyca Kłodzka – Igliczna – Międzygórze – Przełęcz Puchacza